# Efectul Barnett
Efectul Barnett reprezintă magnetizarea unui corp feromagnetic neîncărcat electric atunci când acesta este rotit în jurul uneia dintre axele sale. Corpul dobândește un moment magnetic direcționat de-a lungul axei de rotație. 
Un obiect care se rotește cu viteza unghiulară ω tinde să se magnetizeze în mod spontan, cu o magnetizare dată de formula:
{\displaystyle M=\chi \omega /\gamma \ ,},
cu γ = raportul giromagnetic al substanței, χ =susceptibilitatea magnetică.
Magnetizare apare paralel cu axa de rotație. Aceasta a fost semnalată pentru prima dată de către Samuel J. Barnett în 1915. Efectul Barnett este opusul efectului Einstein-de Haas.